# Der Tintenfisch
Der Tintenfisch war ein politisches Satiremagazin im Folioformat, das seit Frühjahr 1948 vierzehntäglich im Saarland erschien. Dieses, für die damalige Zeit eher reaktionär einzuordnende Blatt erschien im Verlag der konservativen, damals unter französischer Leitung herausgegebenen Saarbrücker Zeitung. Die Redaktion verstand es, zwischen offizieller Duldung und Missbilligung im demokratischen Neuanfang, den Saarländern ein wenig ihre Freiheiten aufzuzeigen.
Das Blatt war zwölf Seiten stark und hatte zu seinen besten Zeiten eine Auflage von 30.000 Exemplaren.
Gegründet von dem jungen Saarbrücker Chefredakteur Bruno Koppelkamm, Peter Frantzen, der sich nach einigen Ausgaben zurückzog, und Bob Strauch, später durch den kongenialen Zeichner Roland Stigulinszky sowie einigen weiteren Textern und Zeichnern erweitert, verstanden es die Macher, den richtigen Ton der Zeit zu treffen. Während ihnen die ersten Ausgaben aus den Händen gerissen wurden, verebbte das Interesse recht bald. Bereits ein Jahr nach seinem Erscheinen wurde es zum ersten Mal verboten. Einige weitere Verbote folgten. Grund war eine Karikatur zur Bexbacher Bauausstellung: „Ich bringe die Gippskepp fier die Dekoratione …“ hieß es auf Saarländisch in der Bildunterschrift. Gemeint waren insbesondere Ministerpräsident Johannes Hoffmann (Politiker, 1890), der auf diese Weise zum Erfüllungsgehilfen degradiert wurde.
Die Macher, die in der Frage des Saarstatuts ähnlich gespalten waren wie der Rest der Bevölkerung, trennten sich Ende 1953 wegen der zunehmend restriktiven Innenpolitik, aber auch aus wirtschaftlichen Gründen.